# Bloc Catòlic-Foralista
Bloc Catòlic Foralista va ser una agrupació electoral dels partits amb idelogia de dreta a Navarra i País Basc per a les eleccions constituents del 28 de juny de 1931, una vegada proclamada la Segona República Espanyola. Estava format pels següents pols: 
- Carlins jaumistes, partidaris de Jaume de Borbó i de Borbó-Parma i als integristes.
- Monàrquics alfonsins, partidaris de la recent enderrocada monarquia espanyola d'Alfons XIII.
- El Partit Nacionalista Basc (PNB) encara que inicialment no estava en aquesta coalició i tenia la seva pròpia candidatura que finalment va retirar vuit dies abans per a integrar-s'hi per tal de defensar els valors religiosos. Va tenir el vot en contra per a aquesta inclusió del vocal integrista.

La coalició va situar com eix central de la campanya electoral la defensa dels drets de l'Església, atacant fortament les disposicions adoptades pel govern sobre la llibertat de cultes i l'exclusió de l'ensenyament religiós catòlica del pla d'estudis. També es demandava la reintegració dels Furs abolits en 1939 amb la Llei de confirmació de furs i que va dur a l'avui coneguda com a Llei Paccionada Navarresa de 1841. Aquesta coalició va tenir continuïtat en el Bloc de Dretes, ja sense la participació del PNB.

## Eleccions del 28 de juny

### Navarra
La coalició catòlic-foralista aconsegueix guanyar assolint els cinc diputats dels 7 diputats. La Conjunció Republicano-Socialista aconsegueix dos diputats reservats a les minories.
- Miguel Gortari Errea, com a independent amb 46.925 vots, el 53,1% de l'electorat i 63,6% dels vots.
- Rafael Aizpún com a independent, pròxim als alfonsins, amb 46.699 vots, 52,8% de l'electorat i 63,3% dels vots.
- José Antonio Aguirre del PNB amb 46.419 vots 52,5% de l'electorat i 62,9% dels vots.
- Joaquín Beunza Redín, jaumista, amb 46.102 vots, 52% de l'electorat i 62,5% dels vots.
- Tomás Dominguez, jaumista, amb 45.940 vots 30,7% de l'electorat i 62,2% dels vots.

### Àlaba
- José Luis de Oriol y Urigüen, tradicionalista, amb 8.016 vots

### Guipúscoa
- Antonio Pildain Zapiain, canonge
- Rafael Picavea Leguía, independent
- Jesús María de Leizaola Sánchez, del PNB
- Julio Urquijo Ibarra, jaumista

### Grup en lesCorts
La coalició catòlic-fuerista va assolir al País Basc 15 dels 20 escons, i al costat dels cinc de Navarra van formar la Minoria basco-navarresa